# Christuskirche (Sankt Veit an der Glan)

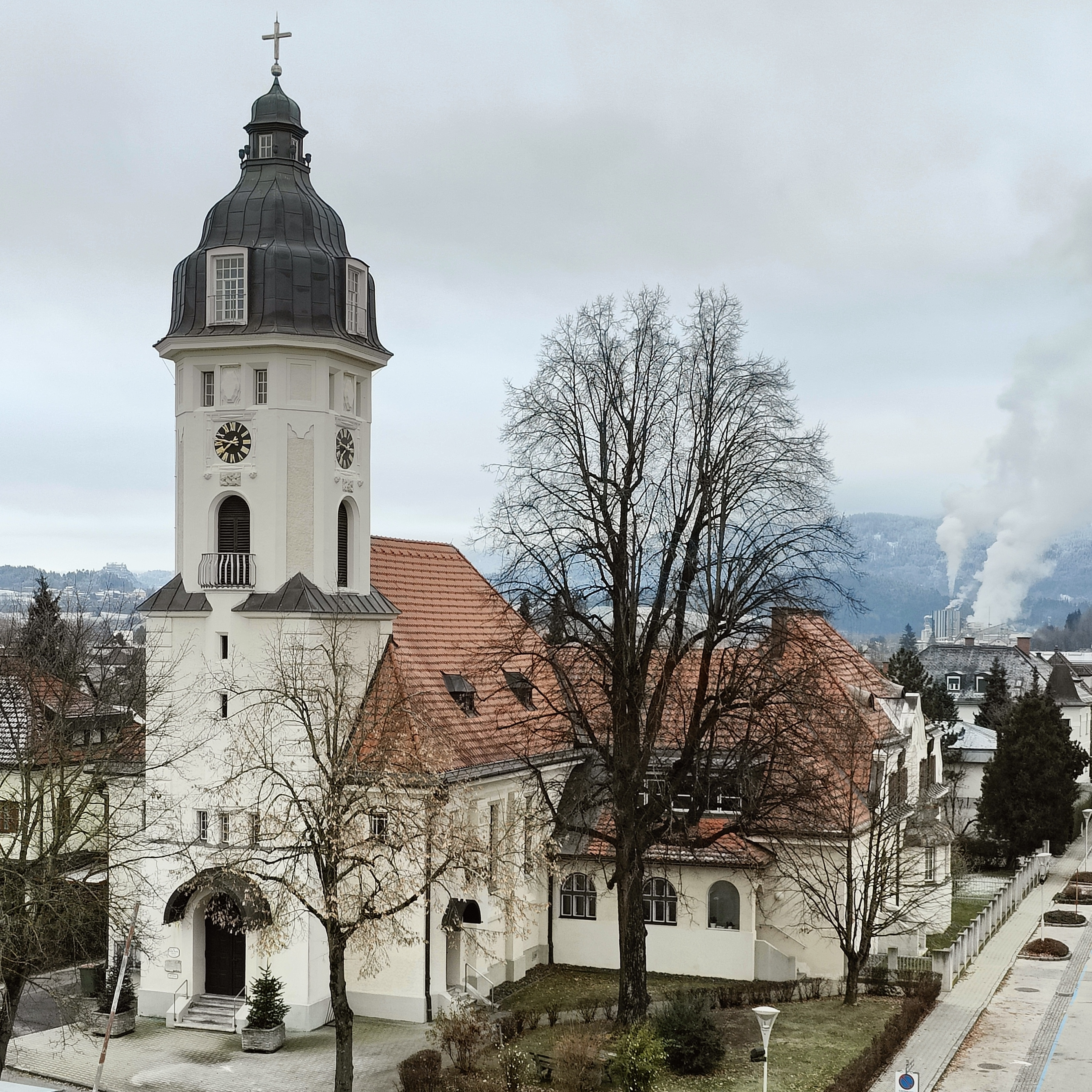
Christuskirche St. Veit an der Glan, rechts anschließend das Pfarrhaus

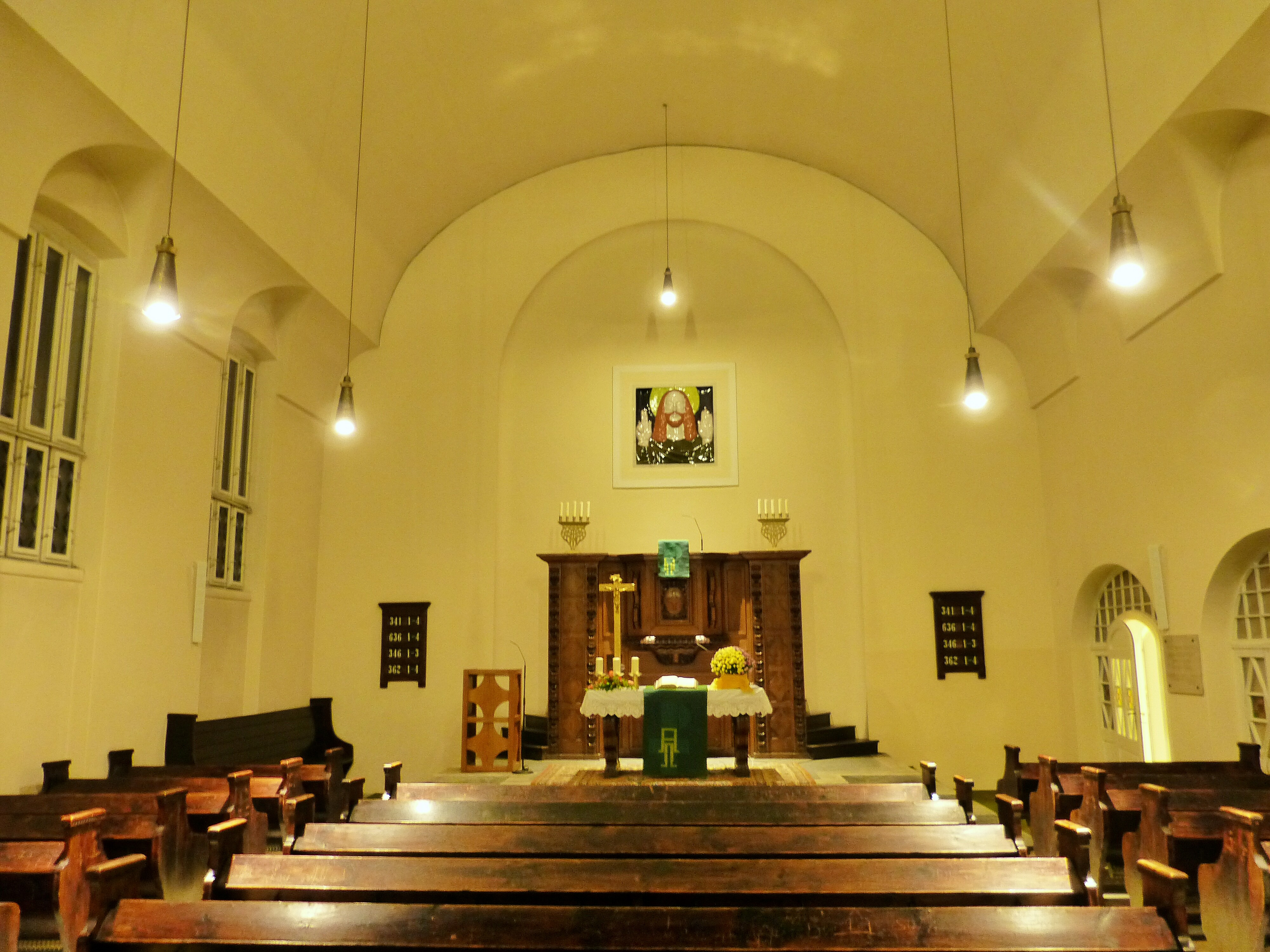
Innenansicht der Christuskirche

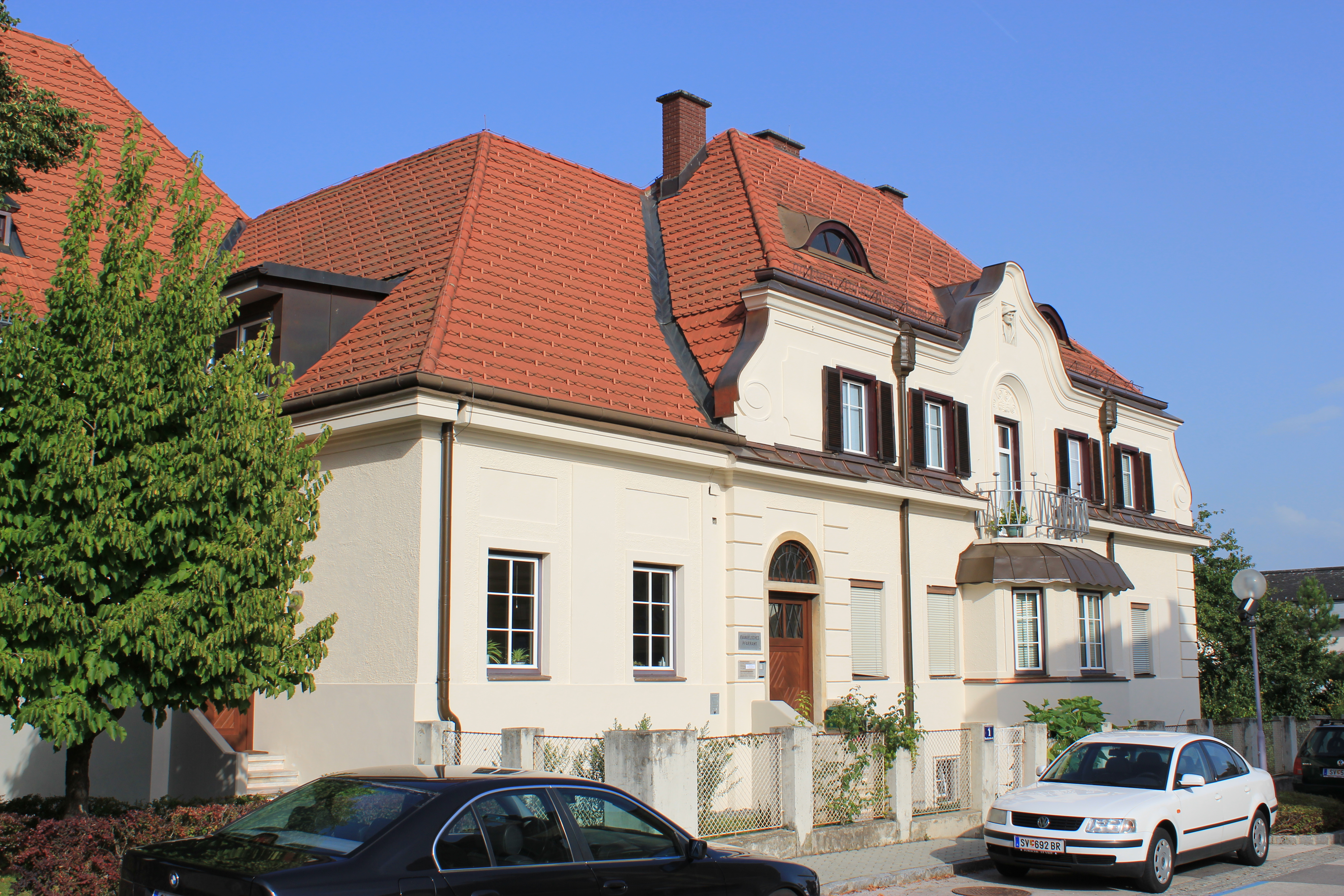
Pfarrhaus der Christuskirche

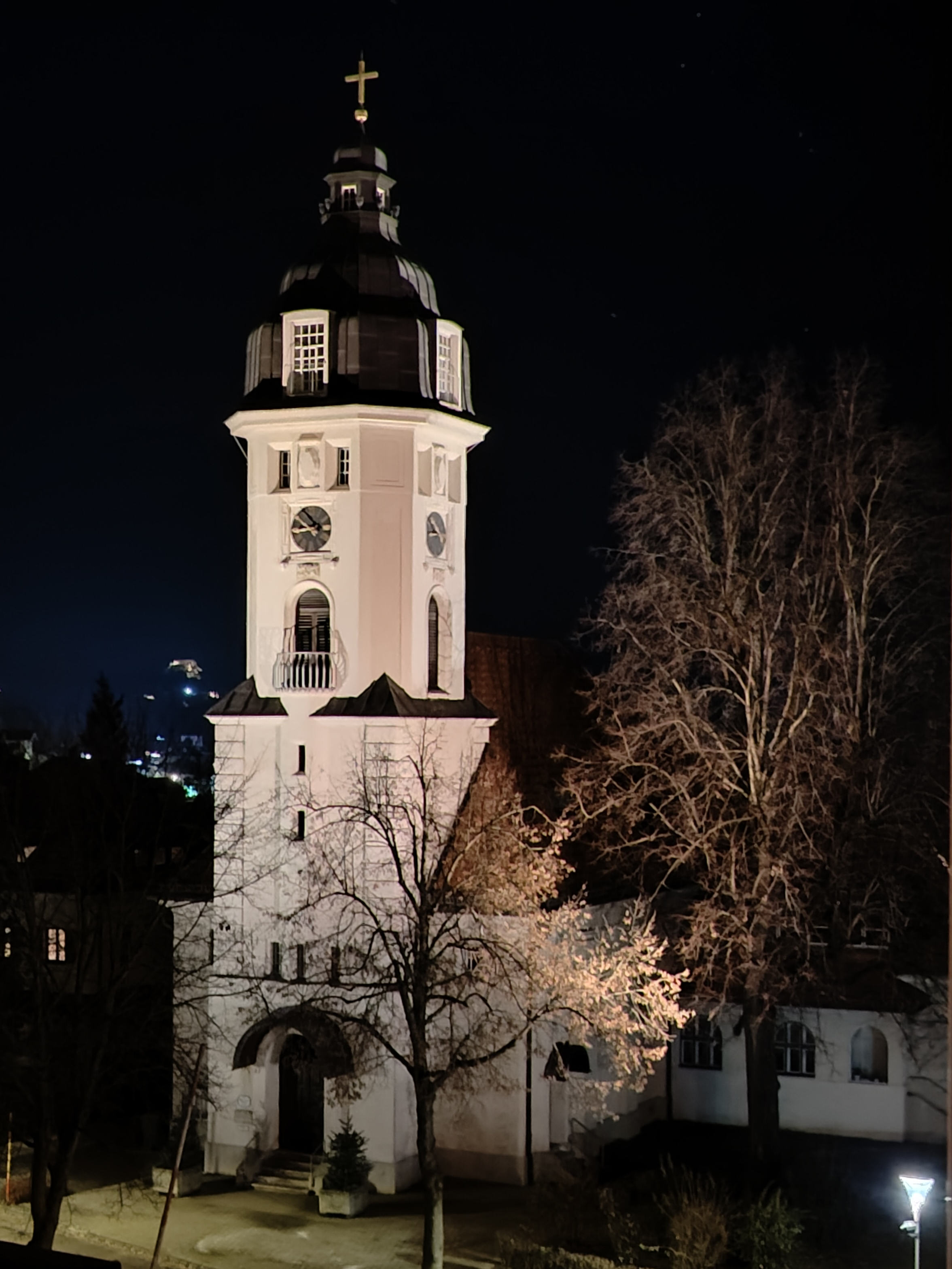

Die Christuskirche ist die evangelische Gemeindekirche A. und H.B. von St. Veit an der Glan in der Kärnten. Sie steht in der Martin-Luther-Straße und gehört der Evangelischen Superintendentur A. B. Kärnten und Osttirol an.

## Geschichte
Die evangelische Kirchengemeinde von St. Veit an der Glan verdankt ihre Entstehung der Los-von-Rom-Bewegung, einer teilweise deutschnational ausgerichteten Bewegung, die sich um die Evangelisation Österreichs und die Abkehr vom Katholizismus bemühte. Von der Bewegung eingesetzt, war zunächst seit 1904 ein Personalvikar tätig; 1907 konstituierte sich St. Veit als Filialgemeinde von Klagenfurt, die 1909 ihren ersten eigenen Vikar wählte. 1920 schließlich wurde St. Veit an der Glan eigenständige evangelische Pfarrgemeinde, der auch die Evangelische Kirche Eggen am Kraigerberg als Filialgemeinde zugeordnet wurde.

## Kirchenbau
Die 1910/12 errichtete Christuskirche ist das Erstlingswerk von Julius Schulte, das dieser 1907/8 als Schülerarbeit bei Friedrich Ohmann in Formen des späten Jugendstils mit secessionistischen Details und barockisierenden Elementen entworfen hatte. Das Bauwerk ist ein mit Walmdach gedeckter Saalbau mit eingezogenem Turm, der in ein Oktogongeschoß übergeht und mit einer geschweiften Haube gedeckt ist. Die Seitenwände sind durch Pilaster gegliedert, das Innere ist tonnengewölbt. In Übereinstimmung mit dem 1891 verfassten Wiesbadener Programm besitzt die Kirche einen Kanzelaltar und statt eines Mittelgangs wie in einem Vorlesungssaal einen einheitlichen Gestühlsblock, der die Konzentration auf das gesprochene Wort fördern sollte. Die flache Wandnische darüber enthält das Majolikarelief "Lehrender Christus". Bei der Innenrestaurierung von 1987 wurde die Farbigkeit von 1914 wiederhergestellt, der Turmbau wurde 1994 restauriert.
An den Kirchenbau schließt sich südseitig das Pfarrhaus als ein differenzierter barockisierender Baukörper mit Polygonalerker, Schweifgiebel und Mansarddach an.